# Heinrich Crämer
Heinrich Crämer (* 23. Juni 1883 in Herne; † 3. März 1960 ebenda) war ein deutscher Politiker der SPD. 1946 war er für wenige Monate Oberbürgermeister von Herne.

## Leben und Beruf
Crämer besuchte die Volksschule und arbeitete bis 1909 als Bergmann. 1910 übernahm er beim Bochumer Konsumverein Wohlfahrt eine Tätigkeit als Lagerhalter in der Filiale in Herne. 1914 war er für wenige Monate bei der Konsumgenossenschaft Linden-Dahlhausen angestellt, danach zog er als Soldat in den Ersten Weltkrieg. Aufgrund seiner politischen Tätigkeit geriet er nach 1933 mehrfach in kurzzeitige sogenannte „Schutzhaft“.
Crämer war verheiratet und Vater von vier Kindern.

## Politik
1904 trat Crämer in die SPD und den Bergarbeiterverband ein. 1910 ein. Dort war er von 1922 bis 1933 als Parteisekretär tätig. 1932 zog er in den Stadtrat ein, aus dem er im Folgejahr wieder ausschied. Nach dem Krieg wurde er erneut in den Stadtrat gewählt. Im März 1946 erfolgte seine Ernennung zum Oberbürgermeister, aus diesem Amt schied er nach den Kommunalwahlen im Oktober 1946 wieder aus. Im selben Jahr wurde er zudem Fraktionsvorsitzender der SPD im Stadtrat, diese Funktion bekleidete er bis 1956. Sein Stadtratsmandat hatte er bis zu seinem Tod inne.

## Ehrungen
- 1958: Bundesverdienstkreuz 1. Klasse